# Torreblascopedro
Torreblascopedro é um município da Espanha na província de Jaén, comunidade autónoma da Andaluzia, de área 60 km² com população de 2835 habitantes (2007) e densidade populacional de 45,63 hab/km².

## Demografia
| Variação demográfica do município entre 1991 e 2004 | Variação demográfica do município entre 1991 e 2004 | Variação demográfica do município entre 1991 e 2004 | Variação demográfica do município entre 1991 e 2004 |
| --------------------------------------------------- | --------------------------------------------------- | --------------------------------------------------- | --------------------------------------------------- |
| 1991                                                | 1996                                                | 2001                                                | 2004                                                |
| 3021                                                | 3033                                                | 2976                                                | 2803                                                |